# Северинівська сільська рада (Таращанський район)
| Северинівська сільська рада — колишній орган місцевого самоврядування у Таращанському районі Київської області з адміністративним центром у с. Северинівка. Сільській раді підпорядковані населені пункти: - с. Северинівка - с. Красюки |

## Склад ради
Рада складається з 15 депутатів та голови.

### Керівний склад ради
| ПІБ                                | Основні відомості                                                                       | Дата обрання | Дата звільнення |
| ---------------------------------- | --------------------------------------------------------------------------------------- | ------------ | --------------- |
| Хворостяна Валентина Олександрівна | Сільський голова, 1961 року народження, освіта, член Соціалістичної партії України      | 26.03.2006   | 31.10.2010      |
| Капустінський Анатолій Дмитрович   | Сільський голова, 1962 року народження, освіта середня спеціальна, член Партії регіонів | 31.10.2010   |                 |

Примітка: таблиця складена за даними джерела